# Папа Александар II
Папа Александар II (лат. Alexander IV) је био 156. папа од 6. октобра 1061. до 21. априла 1073.

## Избор за папу
Папа Александар II је изабран 30. септембра у Базилици Светог Петра у ланцима у Риму, недуго након смрти папе Николе II. У складу са Николином булом In nomine Domini, по први пут у историји Римокатоличке цркве, папу су изабрали кардинали бискупи. За папу је изабран бискуп Анселмо да Бађо од Луке, некардинал и један од оснивача Патарена. Анселмо је изабрао име Александар II и крунисан је у ноћи 1. октобра 1061. године у базилици Светог Петра у ланцима, јер је због противљења и снажног отпора Римљана и немачких симпатизера, крунисање у базилици Светог Петра било онемогућено.

## Барски фалсификат
Име римског папе Александра II употребљено је у једном од најпознатијих фалсификата који су настали ради стварања привида о наводном оснивању Барске надбискупије у 11. веку. Већина савремених истраживача је на на основу темељитих дипломатичких анализа прихватила став да наводна повеља која се приписује овом папи, а која је датирана 18. мартом 1067. године, представља позни фалсификат из 13. века. Постанак тог фалсификата се доводиу везу са другом сумњивом исправом, која се приписује противпапи Клименту III, а која је датирана 8. јануаром 1089. године. Иако поједини истраживачи сматрају да је у том случају реч о аутентичном документу, новије анализе су показале да се ипак ради о фалсификату, који је такође могао настати током 13. века, а сачуван је у веома позном препису, који потиче тек из 16. века.
Иако је у случају акта из наводне 1067. године реч о несумњивом фалсификату, поменути акт садржи занимљива сведочанства о верским тенденцијама у кругу око самих фалсификатора. Тако се у акту каже: "За самостане колико латинске, толико грчке или славенске брини се, јер знај да је све то једна црква, и да си постављен бискупском влашћу над свим црквами". У акту се такође налаже да нико од жењених лица не сме вршити никакву црквену службу, чак ни појати у цркви или саслуживати са свештеником све док се не разведе од жене. Такве тенденције се доводе у везу са реформама које су интензивиране током 13. века.